# Rudolf Fischer
Rudolf Fischer (ur. 19 kwietnia 1912, zm. 30 grudnia 1976) – szwajcarski kierowca wyścigowy Formuły 1 w latach 1950–1952. Jeździł w bolidzie skonstruowanym przez Ferrari. Wystartował w 8 wyścigach Formuły 1, dwukrotnie stawając na podium, lecz nigdy nie wygrywając. Zmarł w 1976 roku.